# 大和郵便局
大和郵便局（やまとゆうびんきょく）は、神奈川県大和市にある郵便局。民営化前の分類では集配普通郵便局であった。

## 概要
住所：〒242-8799 神奈川県大和市深見西3丁目1番29号

### 併設施設
- ゆうちょ銀行大和店（さいたま支店大和出張所）：取扱店番号020900

### 分室
- 南分室 - 1958年（昭和33年）に廃止。

## 沿革
- 1903年（明治36年）12月10日 - 下鶴間郵便受取所として開設[1]。
- 1905年（明治38年）4月1日 - 下鶴間郵便局（三等）となる[1]。
- 1906年（明治39年）1月1日 - 鶴間郵便局に改称[1]。
- 1948年（昭和23年）3月1日 - 大和郵便局に改称。同日、高座郡大和町に南分室を設置[2]。
- 1953年（昭和28年）12月16日 - 電話通話および電報受付を除く電気通信業務の取扱いを、「大和電報電話局」に移管。
- 1956年（昭和31年）9月1日 - 南分室において、電話通話事務の取扱を開始。
- 1956年（昭和31年）11月1日 - 南分室において、和文電報受付事務の取扱を開始。
- 1958年（昭和33年）11月26日 - 南分室を廃止。代替として同日、南大和郵便局を設置。
- 1965年（昭和40年）11月15日 - 特定郵便局から普通郵便局に局種別改定。
- 1976年（昭和51年）2月2日 - 大和市中央五丁目から同市深見字沖野に移転。
- 1994年（平成6年）7月1日 - 外国通貨の両替および旅行小切手の売買に関する業務取扱を開始。
- 2007年（平成19年）10月1日 - 民営化に伴い、併設された郵便事業大和支店、ゆうちょ銀行大和店に一部業務を移管。
- 2012年（平成24年）10月1日 - 日本郵便株式会社発足に伴い、郵便事業大和支店を大和郵便局に統合。

## 取扱内容

### 大和郵便局
- 郵便、印紙、ゆうパック、内容証明
- 生命保険、バイク自賠責保険、自動車保険
- 「242-00xx」区域（大和市の全域）の普通郵便物等の集配業務（ゆうパックの配達は、原則として綾瀬郵便局が管轄支店となる。）
- ゆうゆう窓口 - 平日土曜は8:00〜20:00、日・祝日は9:00〜15:00まで郵便の引受・書留等の引渡を行っている。現在は24時間営業ではない。書留等の不在通知の引渡業務をこの窓口で行っている。窓口の営業時間外は、郵便やEMS等・ゆうパック引受及び切手等販売も行っている。

### ゆうちょ銀行大和店
- 貯金、貸付、為替、振替、振込、国際送金、外貨両替、トラベラーズチェック、国債、投資信託、変額年金保険
- ATM　設置台数2台（払込書及び硬貨取扱可能機能有）

## 周辺
- 大和スポーツセンター
- 柏木学園高等学校
- 国道246号大和厚木バイパス
- 国道467号

## アクセス
- 小田急江ノ島線、相鉄本線 大和駅（相鉄口）から徒歩約17分
- 神奈中バス 郵便局前停留所下車徒歩約3分
- 東名高速道路 横浜町田ICから南西へ約4km
- 駐車場あり：11台。うち車椅子用1台